# Jur'evec (Oblast' di Ivanovo)
Jur'evec è una città della Russia europea centrale (oblast' di Ivanovo); è il capoluogo del rajon Jur'eveckij.

## Geografia fisica
Sorge nella parte orientale della oblast', sulla sponda destra del Volga in corrispondenza del bacino di Gor'kij, 168 chilometri a nordest del capoluogo Ivanovo.

## Storia
La città di Jur'evec è la più antica della oblast' di Ivanovo e una delle più antiche dell'intera Russia; la sua fondazione risale infatti al 1225, ad opera di Jurij II, principe di Vladimir, che le diede il nome di Jur'ev Povolžskij.
Nei secoli successivi fu contesa da vari principati: nel 1405 appartenne al principato di Gorodec, passando nel 1448 a quello di Mosca, nel 1451 al principato di Suzdal' per poi tornare definitivamente sotto il dominio moscovita nel periodo dell'espansione di quest'ultimo.
Ai tempi dell'Impero russo appartenne, alternativamente, alle divisioni amministrative di Kazan', Nižnij Novgorod o Kostroma.